# Sipa Press
Sipa Press ist eine französische Bildagentur mit Sitz in Paris und New York. Sipa Press ist die größte Bildagentur Frankreichs. Gegründet wurde sie 1973 von dem türkischen Pressefotografen Gökşin Sipahioğlu, gemeinsam mit der amerikanischen Journalistin Phyllis Springer. Die Agentur spezialisierte sich von Beginn an auf Reportagefotografie.
Sipa Press ist in Frankreich Marktführer im tagesaktuellen Fotojournalismus. Die Agentur vertreibt täglich bis zu 6.000 Fotos in über 40 Länder in den Bereichen Politik, Wirtschaft, Unterhaltung und Sport.
Zur Redaktion zählen 32 fest angestellte Mitarbeiter und weltweit etwa 600 Korrespondenten (Stand 2018). Sipa Press hat Partnerschaften mit Associated Press, Rex Features in Großbritannien und La Presse in Italien gegründet. Die Niederlassung Sipa Inc. in New York betreut den amerikanischen Markt.
Im Juli 2011 wurde Sipa Press von der dapd Nachrichtenagentur übernommen, CEO wurde im Februar 2012 Olivier Mégean. Im Zug der Insolvenz von dapd musste Ende 2012 auch Sipa Press Bankrott anmelden. Durch ein Gerichtsurteil in Frankreich wurde 2013 eine neue Unternehmensführung installiert und das Unternehmen gewann seine Eigenständigkeit zurück. Die Mehrheit von Sipa Press, der größten Bildagentur Frankreichs, wurde 2013 vom Sinoamerikaner Charles Jing übernommen.